# Codi ATC H03
El  codi ATC H03, descrit com Teràpia glàndula tiroidal, és una subgrup terapèutic de l'Anatomical, Therapeutic, Chemical Classification System (ATC). La classificació ATC és un sistema de codis alfanumèric desenvolupat per l'Organització Mundial de la Salut (OMS) per als fàrmacs i altres productes sanitaris. El subgrup H03 és part del grup anatòmic H Preparats hormonals sistèmics excepte hormones sexuals i insulines.

Els codis per a ús veterinari (codis ATCvet) poden han estat creats afegint la lletra Q davant dels codis ATC humans: QH03... 
Les adaptacions estatals de la classificació ATC poden incloure codis addicionals no presents en aquesta llista, que segueix la versió de l'OMS.

## H03A Preparats d'hormona tiroide
H03A A Hormones tiroidals

## H03B Preparats antitiroidals
H03B A Tiouracils
H03B B Derivats imidazòlics que contenen sofre
H03B C Perclorats
H03B X Altres preparats antitiroidals

## H03C Teràpia ambiode
H03C A Teràpia amb iode